# キツネダイ
キツネダイ (B. oxycephalus) は、ベラ科に属す海水魚である。体側には赤い斑紋がある。暖温帯の岩礁域に生息する。

## 分布
日本国内では、富山湾以西の日本海沿岸、宇治群島、小笠原諸島、伊豆諸島、千葉県館山湾-高知県柏島の太平洋沿岸、屋久島、琉球列島に分布する。
日本国外では、済州島、台湾、東沙諸島、南沙諸島。

## 形態
全長は35センチメートル程度。
雌雄の色彩の差異はほとんどなく、眼の後方から赤い斑紋が並び、尾鰭には模様がない。雌は体側の3-4列の赤色斑が明瞭で、雄は体側上方に1列の淡色斑が顕著で、老成した雄は体側下半部が白色になり赤色斑が不明瞭になる。雄は体側の背面に3つの白っぽい斑点が並び、雌よりも口先が丸みを帯びているため、外見で雌雄を識別することができる。
アカホシキツネベラに似るが、尾鰭に模様がないことで識別できる。

## 生態
成魚は水深30メートル付近の潮通しのよいやや深い岩礁域に生息する。肉食性で、甲殻類、軟体動物、ウミシダ類などの底生動物を食べる。繁殖行動は観察されているものの、幼魚は未だ確認できていない。

## 利用
水深が数10メートルのところでよく釣れる。から揚げやソテーで食される。